# Горбачевский сельсовет
Горбачевский сельсовет — административная единица на территории Россонского района Витебской области Республики Беларусь.

## Состав
Горбачевский сельсовет включает 20 населённых пунктов:
- Антоново — деревня
- Воронино — деревня
- Гирино — деревня
- Голубово — деревня
- Горбачево — агрогородок
- Гришино — деревня
- Дворище — деревня
- Дудчино — деревня
- Жары — деревня
- Коношенки — деревня
- Латыши — деревня
- Лютьково — деревня
- Межево — деревня
- Мураги — деревня
- Рыли — деревня
- Старина — деревня
- Старица — деревня
- Харитоново — деревня
- Хотьково — деревня
- Шнитовка — деревня

Упразднённые населенные пункты:
- Кулешово — деревня
- Петраково — деревня